# آلده‌بورن
الدیبوارن (به هلندی: Aldeboarn) یک منطقهٔ مسکونی در هلند است که در Boarnsterhim واقع شده‌است.

## خصوصیات
الدیبوارن c٫۱۴۸۰ نفر جمعیت دارد.